# 全民台語認證
全民台語認證（亦稱為“台語認證”）是中華民國（臺灣）國立成功大學台灣語文測驗中心所研發的“全民台語能力分級認證測驗”的簡稱。台語認證早期由中華民國教育部委託成大團隊研發，之後由成大台灣語文測驗中心自籌辦理。研發台語認證的最早目的是作為中小學校台語老師或支援人員的台語能力的評量標準。
該認證依照歐洲共同語言參考標準將台語能力分為六級，自2010年起開辦。每年分為春季（約4、5月）及秋季（約11、12月）二次考試，也可不定期團報專案方式考試。目前台語認證分為專業版、體驗版及中小學生版三種，供不同需求的民眾或學生選考。該認證的台語文書寫方式採漢羅合用，羅馬字有分傳統白話字（或稱台灣字）及台羅拼音（教育部於2006年公布用於國小教科書）二種供考生選擇。全民台語認證以台灣通行的臺灣話為考試標準，不採用中国大陆的閩南語為標準。台語認證在日本也同步舉行，稱為國際台語認證。此為台語認證邁向國際化的第一步。
除了台語認證，成大於2015年11月起與長老教會總會合作辦理台語白話字檢定。台語白話字檢定主要目的是檢定考生的台語白話字（羅馬字）能力，故考題以全羅的方式呈現。

## 外部連結
- 國立成功大學台灣語文測驗中心 （页面存档备份，存于）
- 全民台語認證專業版及體驗版專網 （页面存档备份，存于）
- 中小學生台語認證專網 （页面存档备份，存于）
- 海翁台語文教學季刊2010第七期 台語認證專刊報導 （页面存档备份，存于）
- 何信翰2009〈台灣需要台語認證－台語認證簡介kap預算hōo立法院總thâi記事〉《海翁台語文學教學季刊》6期，頁12-18。 （页面存档备份，存于）
- Chiung, Wi-vun. 2010. The Development of the Taiwanese Proficiency Test. Journal of Taiwanese Vernacular. 2(2),pp82-103. （页面存档备份，存于）